# Гієсм
Гієсм (д/н — 481/483) — 2-й правитель королівства гепідів у 460—481/483 роках.

## Життєпис
За різними версіями, був сином короля Ардаріка і дочки гунського володаря Аттіли або був сином Аттіли і родичем Ардаріка по жіночій лінії: сином або чоловіком сестри чи сином доньки. Брав участь у битві при Недао 454 (455) року, коли Елак, спадкоємець Аттіли, зазнав важкої поразки, яка призвела до занепаду Гунської держави. Після смерті Ардаріка, що сталася близько 460 року, став новим королем гепідів.
Проводив активну загарбницьку політику. 469 року доєднався до союзу квадів, герулів, ругіїв проти остготів. Проте коаліція зазнала нищівної поразки у битві на Болії. В результаті гепідський король втратив значну частину Паннонії. Лише у 473 році, коли остготи рушили на південь, Гієсм зумів захопити Сірмій та колишню римську провінцію Паннонію Другу. Гіємс робить Сірмій своєю столицею. Помер король між 481 та 483 роками за невідомих обставин. Новим королем став Траустіла, відсторонивши малолітнього сина Гієсма — Мунда — від влади.